# Кооперативна настільна гра

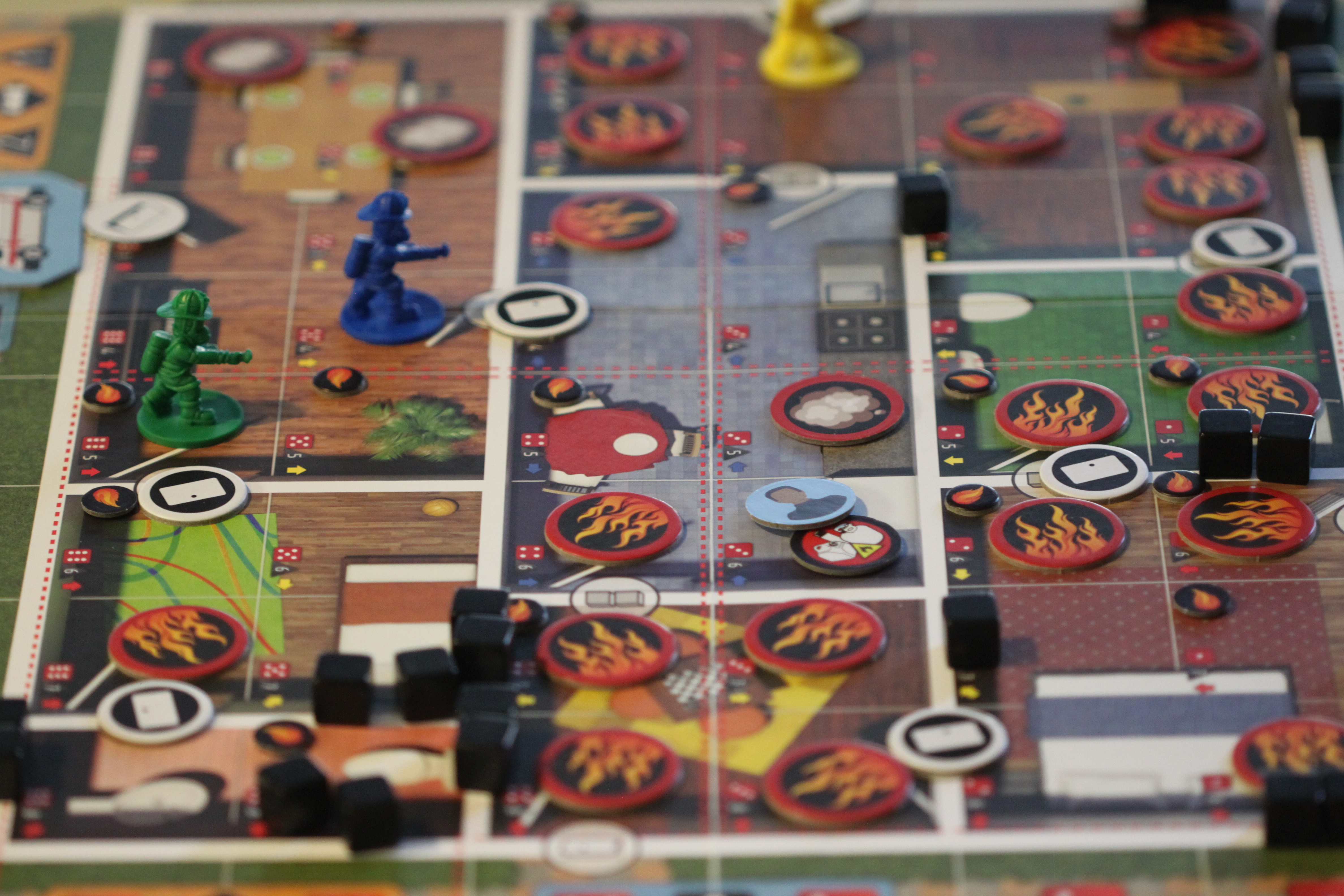
Партія гри Flash Point: Fire Rescue в процесі

Кооперативні настільні ігри — настільні ігри, в яких гравці працюють разом для досягнення спільної мети, а не змагаються один з одним. Гравці або виграють, досягаючи заздалегідь визначеної мети, або всі програють, часто не досягнувши мети до певної події, яка завершує гру.

## Визначення
У кооперативних настільних іграх усі гравці разом виграють або програють. Ці ігри не слід плутати з неконкурентними іграми, такими як The Ungame, які просто не мають умов перемоги або визначеної мети для виконання.
Хоча пригодницькі настільні ігри з елементами рольових ігор та підземелля-квестів, як-от Gloomhaven, можуть бути включені до цього визначення, чисті настільні рольові ігри, як-от Descent: Journeys in the Dark, виключаються через можливість мати нескінченну кількість умов перемоги з постійними ігровими персонажами.
Крім того, ігри, у яких гравці змагаються разом у складі двох або більше груп, команд чи партнерств (наприклад, Axis & Allies, а також карткові ігри, такі як Бридж і Піки), не входять до цього визначення, навіть якщо під час гри відбувається тимчасова співпраця між деякими гравцями. Багатокористувацькі конфліктні ігри, такі як Diplomacy, також можуть містити елементи тимчасової співпраці в процесі гри. Проте вони не вважаються кооперативними, оскільки гравців усувають, і зрештою виграти може лише одна людина.

## Характеристики

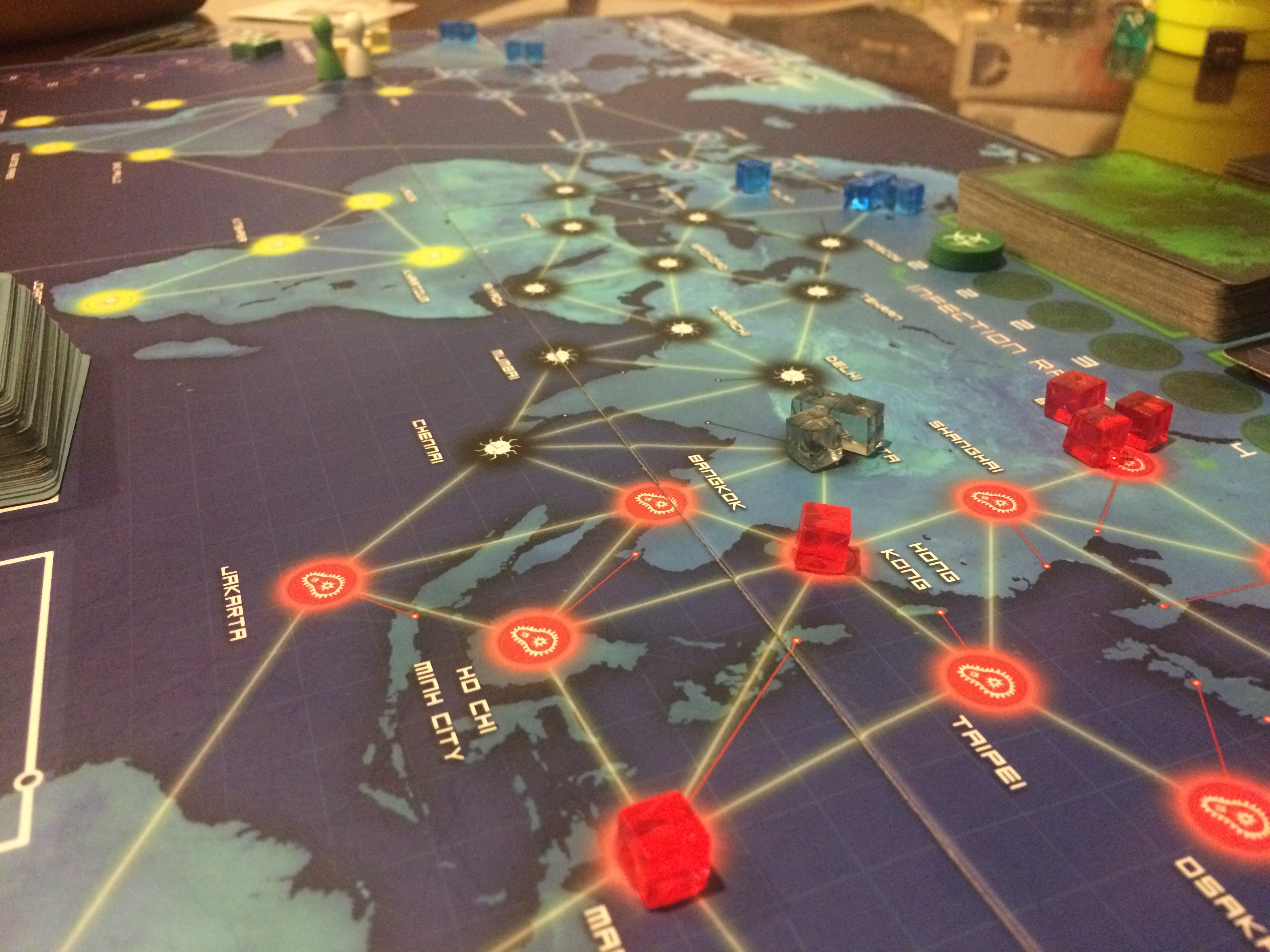
Партія гри Пандемія у процесі

У роботі Хосе П. Загала, Йохена Ріка та Ідріса Хсі «Collaborative games: Lessons learned from board games» висвітлено уроки, які дослідники отримали, та те, що робить хорошу кооперативну настільну гру.
- По-перше, гра повинна демонструвати недоцільність конкуренції, дозволяючи гравцям приймати рішення, які приносять користь їм особисто, а не групі в цілому.
- По-друге, кожен гравець має мати можливість приймати рішення без консультацій з іншими учасниками.
- По-третє, гравці повинні розуміти, які дії мали позитивні або негативні наслідки.
- По-четверте, гра повинна винагороджувати альтруїстичних гравців через унікальні ролі чи здібності.

Дослідники також вказують на виклики в розробці кооперативних ігор через наступні труднощі:
- Гра може виродитися в ситуацію, коли один гравець приймає рішення за всіх.
- Щоб гра залишалася захопливою, гравці мають бути зацікавлені у результаті, а виграш повинен приносити задоволення.
- Для повторних ігор досвід має змінюватися, а складність повинна еволюціонувати.

### Гра як противник
Учасники зазвичай грають проти самої гри. Кооперативні настільні ігри здебільшого передбачають, що гравці об'єднують зусилля для протистояння грі, і їх можна грати без залучення будь-кого у ролі опонента чи майстра гри. Наприклад, у Пандемія гравці разом працюють над тим, щоб зупинити і вилікувати різні штами хвороб.
У деяких кооперативних іграх гравці співпрацюють навіть із протилежними силами гри. Наприклад, у Max the Cat гравці виступають у ролі мишей, які стримують агресивного кота, пропонуючи йому молоко та інші поступки. Таким чином, усі учасники конфлікту задовольняються, і результат стає по-справжньому кооперативним або «виграш-виграш».

### Випадковість
У багатьох сучасних кооперативних іграх випадкові пристрої забезпечують різноманітність ігрового досвіду при багаторазовому проходженні. Наприклад, можуть використовуватися кубики, карти, які витягуються з перетасованої колоди, або модульні частини ігрового поля, які відкриваються для створення випадкових цілей, подій і викликів. Це забезпечує конфлікт чи виклики в грі, роблячи її поступово складнішою для гравців. Наприклад, у Save the Whales гравці об'єднуються, щоб захистити китів від небезпек ігрового середовища, таких як радіоактивні відходи та комерційний китобійний промисел.

### Кооперація та її варіації
Більшість кооперативних ігор надають гравцям різні здібності або обов'язки, що стимулює співпрацю. Деякі кооперативні ігри можуть мати додатковий рівень інтриги, надаючи гравцям особисті умови перемоги. У Dead of Winter: A Cross Roads Game, грі про зомбі-апокаліпсис, для перемоги гравці повинні досягти спільної умови перемоги та виконати особисту мету. Gloomhaven — це кооперативна настільна гра для 1–4 гравців, створена Ісааком Чайлдресом і випущена Cephalofair Games у 2017 році, де кожен гравець також має особисту мету.

#### Протилежні команди
У деяких іграх є протилежні команди, члени яких співпрацюють одне з одним, працюючи проти інших команд. Такі команди можуть мати рівну або нерівну кількість гравців, іноді у форматі «один проти всіх». Наприклад, у Scotland Yard і The Fury of Dracula один гравець контролює «ворога», тоді як інші гравці співпрацюють, щоб знайти і перемогти його.

#### Зрадник
Гра зі зрадником або напівкооперативна гра може розглядатися як кооперативна гра з механізмом зради. Як і в стандартній кооперативній грі, більшість гравців працюють над спільною метою, але один або кілька гравців таємно призначаються зрадниками, які виграють, якщо інші гравці зазнають поразки. Визначення особистості зрадників зазвичай є ключовим елементом таких ігор. Наприклад, у Battlestar Galactica: The Board Game гравці, таємно призначені сайлонами, можуть бути більш ефективними, якщо людські гравці не знають, хто вони, і отримувати вигоду, коли люди підозрюють один одного. Інші ігри, як-от Betrayal at House on the Hill, починаються як повністю кооперативні, але в середині гри одного з гравців призначають лиходієм.

## Приклади
- Саботер (2004)
- Пандемія (2008)
- Ханабі (2010)
- Flash Point: Fire Rescue (2011)
- Legends of Andor (2012)
- Zombicide (2012)
- Outfoxed! (2014)
- Mysterium (2015)
- Arkham Horror: The Card Game (2016)
- Gloomhaven (2017)
- Острів духів (2017)
- Codenames: Duet (2017)
- Zombie Kidz Evolution (2018)
- The Mind (2018)
- Одним словом (2018)
- Сіміло (2019)
- Obscurio (2019)
- Палео (2020)
- ТОП 10 (2020)
- Tranquility (2020)
- Підлітки проти зомбі (2020)
- МікроМакро: Вбивче місто (2020)
- Так кмітливо! (2021)
- The Adventures of Robin Hood (2021)
- Dorfromantik: The Board Game (2022)
- Цікаві факти (2022)
- Mists over Carcassonne (2022)
- Kites (2022)
- Пілоти (2023)
- Daybreak (2023)
- Sail (2023)
- Дроноводи (2025)